# Lijst van geslachten van de Cichliden
De familie van de Cichliden (Cichlidae) omvat 216 geslachten. Alfabetisch gesorteerd zijn dit:
| - Acarichthys Eigenmann 1912 - Acaronia Myers 1940 - Aequidens Eigenmann & Bray 1894 - Alticorpus Stauffer & McKaye 1988 - Altolamprologus Poll 1986 - Amphilophus Agassiz, 1859 - Anomalochromis Greenwood 1985 - Apistogramma Regan 1913 - Apistogrammoides Meinken 1965 - Archocentrus Gill 1877 - Aristochromis Trewavas, 1935 - Astatoreochromis Pellegrin 1904 - Astatotilapia Pellegrin 1904 - Astronotus Swainson 1839 - Aulonocara Regan 1922 - Aulonocranus Regan 1920 - Australoheros Rican & Kullander 2006 - Baileychromis Poll 1986 - Bathybates Boulenger 1898 - Benitochromis Lamboj 2001 - Benthochromis Poll 1986 - Biotodoma Eigenmann & Kennedy 1903 - Biotoecus Eigenmann & Kennedy 1903 - Boulengerochromis Pellegrin 1904 - Buccochromis Eccles & Trewavas 1989 - Bujurquina Kullander 1986 - Callochromis Regan 1920 - Caprichromis Eccles & Trewavas 1989 - Caquetaia Fowler 1945 - Cardiopharynx Poll 1942 - Chaetobranchopsis Steindachner, 1875 - Chaetobranchus Heckel, 1840 - Chalinochromis Poll 1974 - Champsochromis Boulenger 1915 - Cheilochromis Eccles & Trewavas 1989 - Chetia Trewavas 1961 - Chilochromis Boulenger 1902 - Chilotilapia Boulenger 1908 - Chromidotilapia Boulenger 1898 - Cichla Bloch & Schneider 1801 - Cichlasoma Swainson 1839 - Cleithracara Kullander & Nijssen 1989 - Copadichromis Eccles & Trewavas 1989 - Corematodus Boulenger 1897 - Crenicara Steindachner 1875 - Crenicichla Heckel 1840 - Ctenochromis Pfeffer 1893 - Ctenopharynx Eccles & Trewavas 1989 - Cunningtonia Boulenger 1906 - Cyathochromis Trewavas 1935 - Cyathopharynx Regan 1920 - Cyclopharynx Poll 1948 - Cynotilapia Regan 1922 - Cyphotilapia Regan 1920 - Cyprichromis Scheuermann 1977 - Cyrtocara Boulenger 1902 - Danakilia Thys van den Audenaerde 1969 - Dicrossus Steindachner 1875 - Dimidiochromis Eccles & Trewavas 1989 - Diplotaxodon Trewavas 1935 - Divandu Lamboj & Snoeks 2000 - Docimodus Boulenger 1897 - Eclectochromis Eccles & Trewavas 1989 - Ectodus Boulenger 1898 - Eretmodus Boulenger 1898 - Etia Schliewen & Stiassny 2003 | - Etroplus Cuvier 1830 - Exochochromis Eccles & Trewavas 1989 - Fossorochromis Eccles & Trewavas 1989 - Genyochromis Trewavas 1935 - Geophagus Heckel 1840 - Gephyrochromis Boulenger 1901 - Gnathochromis Poll 1981 - Gobiocichla Kanazawa 1951 - Grammatotria Boulenger 1899 - Greenwoodochromis Poll 1983 - Guianacara Kullander & Nijssen 1989 - Gymnogeophagus Miranda Ribeiro 1918 - Haplochromis Hilgendorf 1888 - Haplotaxodon Boulenger 1906 - Hemibates Regan 1920 - Hemichromis Peters 1857 - Hemitaeniochromis Eccles & Trewavas 1989 - Hemitilapia Boulenger 1902 - Herichthys Baird & Girard 1854 - Heros Heckel, 1840 - Heterochromis Regan 1922 - Hoplarchus Kaup,1860 - Hypselecara Kullander 1986 - Hypsophrys Agassiz 1859 - Interochromis Yamaoka, Hori & Kuwamura 1988 - Iodotropheus Oliver & Loiselle 1972 - Iranocichla Coad 1982 - Julidochromis Boulenger 1898 - Katria Stiassny & Sparks 2006 - Konia Trewavas 1972 - Krobia Kullander & Nijssen 1989 - Labeotropheus Ahl 1926 - Labidochromis Trewavas 1935 - Laetacara Kullander 1986 - Lamprologus Schilthuis 1891 - Lepidiolamprologus Pellegrin 1904 - Lestradea Poll 1943 - Lethrinops Regan 1922 - Lichnochromis Trewavas 1935 - Limbochromis Greenwood 1987 - Limnochromis Regan 1920 - Limnotilapia Regan 1920 - Lobochilotes Boulenger 1915 - Maylandia Meyer & Foerster 1984 - (zie ook Metriaclima) - Mazarunia Kullander 1990 - Mchenga Stauffer & Konings, 2006 - Melanochromis Trewavas, 1935 - Mesonauta Günther, 1862 - Microchromis Johnson 1975 - Mikrogeophagus Meulengracht-Madson 1968 - Myaka Trewavas 1972 - Mylochromis Regan 1920 - Naevochromis Eccles & Trewavas 1989 - Nandopsis Gill, 1862 - Nannacara Regan 1905 - Nanochromis Pellegrin 1904 - Neolamprologus Colombe & Allgayer 1985 - Nimbochromis Eccles & Trewavas 1989 - Nyassachromis Eccles & Trewavas 1989 - Ophthalmotilapia Pellegrin 1904 - Oreochromis Günther 1889 - Orthochromis Greenwood 1954 - Otopharynx Regan 1920 - Oxylapia Kiener & Maugé 1966 - Pallidochromis Turner 1994 | - Parachromis Agassiz 1859 - Paracyprichromis Poll 1986 - Parananochromis Greenwood 1987 - Paraneetroplus Regan 1905 - Paratilapia Bleeker, 1868 - Paretroplus Bleeker, 1868 - Pelmatochromis Steindachner 1894 - Pelvicachromis Thys van den Audenaerde 1968 - Perissodus Boulenger 1898 - Petenia Günther, 1862 - Petrochromis Boulenger 1898 - Petrotilapia Trewavas 1935 - Pharyngochromis Greenwood 1979 - Placidochromis Eccles & Trewavas 1989 - Plecodus Boulenger 1898 - Protomelas Eccles & Trewavas 1989 - Pseudocrenilabrus Fowler 1934 - Pseudosimochromis Nelissen 1977 - Pseudotropheus Regan 1922 - Pterochromis Trewavas 1973 - Pterophyllum Heckel 1840 - Ptychochromis Steindachner 1880 - Pungu Trewavas 1972 - Reganochromis Whitley 1929 - Retroculus Eigenmann & Bray 1894 - Rhamphochromis Regan 1922 - Sargochromis Regan 1920 - Sarotherodon Rppell 1852 - Satanoperca Günther, 1862 - Schwetzochromis Poll 1948 - Sciaenochromis Eccles & Trewavas 1989 - Serranochromis Regan 1920 - Simochromis Boulenger 1898 - Spathodus Boulenger 1900 - Steatocranus Boulenger 1899 - Stigmatochromis Eccles & Trewavas 1989 - Stomatepia Trewavas 1962 - Symphysodon Heckel 1840 - Taeniacara Myers 1935 - Taeniochromis Eccles & Trewavas 1989 - Taeniolethrinops Eccles & Trewavas 1989 - Tahuantinsuyoa Kullander 1991 - Tangachromis Poll 1981 - Tanganicodus Poll 1950 - Teleocichla Kullander 1988 - Teleogramma Boulenger 1899 - Telmatochromis Boulenger 1898 - Theraps Günther, 1862 - Thoracochromis Greenwood 1979 - Thorichthys Meek 1904 - Thysochromis Daget 1988 - Tilapia Smith, 1840 - Tomocichla Regan 1908 - Tramitichromis Eccles & Trewavas 1989 - Trematocara Boulenger 1899 - Trematocranus Trewavas 1935 - Triglachromis Poll & Thys van den Audenaerde 1974 - Tristramella Trewavas 1942 - Tropheops Trewavas 1984 - Tropheus Boulenger 1898 - Tylochromis Regan 1920 - Tyrannochromis Eccles & Trewavas 1989 - Uaru Heckel 1840 - Variabilichromis Colombe & Allgayer 1985 - Vieja Fernandez-Yepez 1969 - Xenochromis Boulenger 1899 - Xenotilapia Boulenger 1899 |